# Лихтенберг, Бернхард
Бе́рнхард Ли́хтенберг (нем. Bernhard Lichtenberg; 3 декабря 1875 — 5 ноября 1943) — католический священник, открыто выступивший против нацистов во время национал-социалистической диктатуры в Германии. Причислен к «праведникам народов мира» в Яд ва-Шем. В 1996 году беатифицирован.

## Биография
Бернхард Лихтенберг родился 3 декабря 1875 года в силезском городе Олау (ныне город Олава в Польше). В семье купца Аугуста Лихтенберга он был четвёртым сыном. С 1895 по 1899 годы он изучает католическую теологию в Инсбруке и затем в Бреслау, где его и рукополагают в священники в 1899 году. Начиная с 1900 года Лихтенберг трудится в Берлине, как капеллан, викарий и, наконец, настоятель.
С 1913 по 1930 годы он служит в общине Сердца Иисуса в районе Берлин-Шарлоттенбург. Во время Первой мировой войны Лихтенберг — военный священник при третьем гвардейском гренадерском полку в Берлине-Шарлоттенбурге. За заслуги он получает медаль Красного Креста. Примерно в это же время он входит в городской парламент Шарлоттенбурга от партии центра. С 1931 года он принадлежит к берлинскому соборному капитулу.
Очень скоро Лихтенберг попадает в поле зрения нацистов. Ставший впоследствии министром рейхспропаганды Йозеф Геббельс начинает в 1931 году кампанию с целью затравить пастора Лихтенберга, который призвал посетить антивоенный фильм «На западном фронте без перемен» по роману Эриха Марии Ремарка. Вскоре после захвата власти нацистами в 1933 году квартира Лихтенберга подвергается обыску гестапо. Этот обыск будет далеко не последним.
В 1935 году Лихтенберг узнаёт о царящих порядках в концентрационном лагере Эстервеген, против которых он протестует в жалобе, адресованной Герману Герингу.
В 1938 году Лихтенберга назначают старшим пастором берлинского кафедрального собора Св. Ядвиги. После Хрустальной ночи Лихтенберг совершает публичные молитвы за преследуемых евреев. В 1941 году в письме, направленном рейхсминистру здравоохранения Леонардо Конти, Лихтенберг выражает протест против убийства душевнобольных и инвалидов в рамках программы эвтаназии.
23 октября 1941 года Лихтенберга арестовывает СС. 22 мая 1942 года он приговаривается к двухгодичному тюремному заключению по обвинению в злоупотреблении кафедрой (Kanzelmissbrauch) и преступлении против закона о вероломных нападках на государственный аппарат (Heimtückegesetz). Тюремный срок он отбывает сначала в каторжной тюрьме Тегель, а затем в проходном лагере Берлин-Вульхайде. В 1943 году Лихтенберга депортируют в концентрационный лагерь Дахау. На пути туда священник, страдавший тяжелыми заболеваниями сердца и почек, умирает 5 ноября при невыясненных обстоятельствах. Его похороны проходят в тогда ещё не разрушенной бомбёжкой церкви Св. Себастьяна в Берлине при массовом участии населения. В 1965 году его останки переносятся в крипту берлинского кафедрального собора Св. Ядвиги.

## Позднейшие события
В 1990 году диоцез Берлин основал фонд имени Бернхарда Лихтенберга, задачей которого является оказание помощи попавшим в бедственное положение мигрантам.
23 июня 1996 года в Берлине, во время своей поездки в Германию Иоанн Павел II беатифицировал пробста Бернхарда Лихтенберга.
За поддержку преследуемых евреев представители израильского мемориала Яд ва-Шем почтили Лихтенберга, посмертно присвоив ему звание «Праведника народов мира». 18 мая 2005 года в кафедральном соборе Св. Ядвиги посол Израиля в Германии Шимон Штейн вручил соответствующую грамоту и медаль кардиналу Берлина Георгу Штерницки.

## Память о Лихтенберге
В берлинском районе Карлсхорст, на улице Гундельфингер Штрассе 36, при католической церкви Непорочного зачатия Св. Марии находится пасторский дом, который построил Бернхард Лихтенберг.
На стене этого дома можно увидеть мемориальную доску в его честь, содержащую следующий текст:
| В память о Бернхарде Лихтенберге 3.12.1875 — 5.11.1943 - 1905—1910 Душепопечитель во Фридрихсфельде-Карлсхорсте - 1937—1941 Пробст [в церкви] Св. Ядвиги - 1941—1943 Арестант в Плётцензее • Альтмоабите • Тегеле - Умер на пути в концентрационный лагерь Дахау Призыватель мира • Священник для народа • Борец за права человека и церкви • Мученик Провозглашение блаженным 23.6.1996 Берлин В 1909 [году] Лихтенберг сооружает этот пасторский дом с первой католической церковью в Карлсхорсте |